# إبراهيم متولي
إبراهيم متولي حجازي أو إبراهيم متولي هو محامي مصري وناشط في مجال حقوق الإنسان وعضو المفوضية المصرية للحقوق والحريات. اعتقلت سلطات الأمن المصرية الناشط إبراهيم في أيلول/سبتمبر من عام 2017 وذلك للتحقيق معه في قضية مقتل الطالب الإيطالي جوليو ريجيني. أثار اعتقاله ضجة كبيرة في مصر وخارجها وقد ندّدت حكومات كل من المملكة المتحدة، كندا، ألمانيا، إيطاليا وهولندا بهذا الاعتقال وبهذا التضييق على الحريات الفردية.